# Vanilla
Vanilla is een geslacht van orchideeën uit de onderfamilie Vanilloideae. De soorten komen voor in het zuidelijkste gedeelte van Noord-Amerika, het Caraïbisch gebied, Centraal-Amerika, Zuid-Amerika, Centraal-Afrika, Madagaskar, Zuidoost-Azië en de eilanden van de westelijke Pacific.

## Soorten
- Vanilla abundiflora J.J.Sm., 1920
- Vanilla acuminata Rolfe, 1896
- Vanilla africana Lindl., 1862
- Vanilla albida  Blume, 1823
- Vanilla andamanica  Rolfe, 1918
- Vanilla angustipetala Schltr., 1922
- Vanilla annamica Gagnep., 1931
- Vanilla aphylla Blume, 1825
- Vanilla appendiculata Rolfe, 1895
- Vanilla atropogon Schuit., Aver. & Rybková, 2013
- Vanilla bahiana Hoehne, 1950
- Vanilla barbellata Rchb.f., 1865
- Vanilla bertoniensis Bertoni, 1910
- Vanilla bicolor  Lindl., 1838
- Vanilla borneensis Rolfe, 1896
- Vanilla bradei Schltr. ex Mansf., 1928
- Vanilla calyculata Schltr., 1920
- Vanilla chalotii Finet, 1909
- Vanilla chamissonis Klotzsch, 1846
- Vanilla claviculata Sw., 1799
- Vanilla cobanensis Archila, 1999
- Vanilla columbiana Rolfe,1896
- Vanilla costaricensis Soto Arenas, 2010
- Vanilla coursii H.Perrier, 1950
- Vanilla crenulata Rolfe, 1896
- Vanilla cribbian Soto Arenas, 2010
- Vanilla cristagalli Hoehne, 1944
- Vanilla cucullata Kraenzl. ex J.Braun & K.Schum., 1889
- Vanilla decaryana H.Perrier, 1934
- Vanilla decesareae Ormerod & Cootes, 2013
- Vanilla diabolica P.O'Byrne, 1996
- Vanilla dietschiana Edwall, 1903
- Vanilla dilloniana Correll, 1946
- Vanilla dressleri Soto Arenas, 2010
- Vanilla dubia Hoehne, 1944
- Vanilla dungsii Pabst, 1975
- Vanilla edwallii Hoehne, 1941
- Vanilla espondae Soto Arenas, 2010
- Vanilla esquipulensis Archila & Chiron, 2012
- Vanilla fimbriata Rolfe, 1899
- Vanilla francoisii H.Perrier, 1939
- Vanilla gardneri Rolfe, 1895
- Vanilla giulianettii F.M.Bailey, 1900
- Vanilla grandifolia Lindl., 1862
- Vanilla griffithii Rchb.f., 1854
- Vanilla guatemalensis Archila, 1999
- Vanilla guianensis Splitg., 1841
- Vanilla hallei Szlach. & Olszewski, 1998
- Vanilla hamata Klotzsch, 1846
- Vanilla hartii Rolfe, 1899
- Vanilla havilandii Rolfe, 1918
- Vanilla helleri A.D.Hawkes, 1966
- Vanilla heterolopha Summerh., 1938
- Vanilla hostmannii Rolfe, 1896
- Vanilla humblotii Rchb.f., 1885
- Vanilla imperialis Kraenzl., 1896
- Vanilla inodora Schiede, 1829
- Vanilla insignis Ames, 1934
- Vanilla kaniensis Schltr., 1911
- Vanilla kempteriana Schltr., 1911
- Vanilla kinabaluensis Carr, 1936
- Vanilla labellopapillata A.K.Koch, Fraga, J.U.Santos & Ilk.-Borg., 2014
- Vanilla madagascariensis Rolfe, 1896
- Vanilla martinezii Soto Arenas, 2010
- Vanilla methonica Rchb.f. & Warsz., 1854
- Vanilla mexicana Mill., 1768
- Vanilla montana Ridl., 1915
- Vanilla moonii Thwaites, 1861
- Vanilla nigerica Rendle, 1913
- Vanilla ochyrae Szlach. & Olszewski, 1998
- Vanilla odorata C.Presl, 1826
- Vanilla organensis Rolfe, 1896
- Vanilla oroana Dodson, 2003
- Vanilla ovalifolia Rolfe, 1896
- Vanilla ovalis Blanco, 1845
- Vanilla ovata Rolfe, 1896
- Vanilla palembanica Teijsm. & Binn., 1867
- Vanilla palmarum (Salzm. ex Lindl.) Lindl., 1840
- Vanilla paludosa Pansarin, J.M.Aguiar & A.W.C.Ferreira, 2012
- Vanilla parvifolia Barb.Rodr., 1882
- Vanilla penicillata Garay & Dunst., 1965
- Vanilla perrieri Schltr., 1924
- Vanilla phaeantha Rchb.f., 1865
- Vanilla phalaenopsis Rchb.f. ex Van Houtte, 1867
- Vanilla planifolia Jacks. ex Andrews, 1808
- Vanilla platyphylla Schltr., 1911
- Vanilla poitaei Rchb.f., 1876
- Vanilla polylepis Summerh., 1951
- Vanilla pompona Schiede, 1829
- Vanilla raabii Ormerod & Cootes, 2013
- Vanilla ramificans J.J.Sm., 1920
- Vanilla ramosa Rolfe, 1896
- Vanilla ribeiroi Hoehne, 1910
- Vanilla rivasii Molineros, R.T.González, Flanagan & J.T.Otero, 2014
- Vanilla roscheri Rchb.f., 1876
- Vanilla ruiziana Klotzsch, 1846
- Vanilla sanjappae Rasingam, R.P.Pandey, J.J.Wood & S.K.Srivast., 2007
- Vanilla sarapiquensis Soto Arenas, 2010
- Vanilla savannarum Britton, 1920
- Vanilla schwackeana Hoehne, 1944
- Vanilla seranica J.J.Sm., 1928
- Vanilla seretii De Wild., 1916
- Vanilla siamensis Rolfe ex Downie, 1925
- Vanilla somae Hayata, 1916
- Vanilla sprucei Rolfe, 1896
- Vanilla sumatrana J.J.Sm., 1920
- Vanilla trigonocarpa Hoehne, 1944
- Vanilla utteridgei J.J.Wood
- Vanilla walkeriae Wight, 1845
- Vanilla wariensis Schltr., 1911
- Vanilla wightii Lindl. ex Wight, 1845
- Vanilla yersiniana Guillaumin & Sigaldi, 1964
- Vanilla zanzibarica Rolfe, 1906

Tribus: Pogonieae

Subtribus: Pogoniinae · Geslachten: Cleistes · Duckeella · Isotria · Pogonia · Pogoniopsis 

Tribus: Vanilleae

Subtribus: Galeolinae · Geslachten: Cyrtosia · Erythrorchis · Galeola · Pseudovanilla

Subtribus: Lecanorchidinae · Geslacht: Lecanorchis

Subtribus: Vanillinae · Geslachten: Clematepistephium · Dictyophyllaria · Epistephium · Eriaxis · Vanilla